# 新月沃土

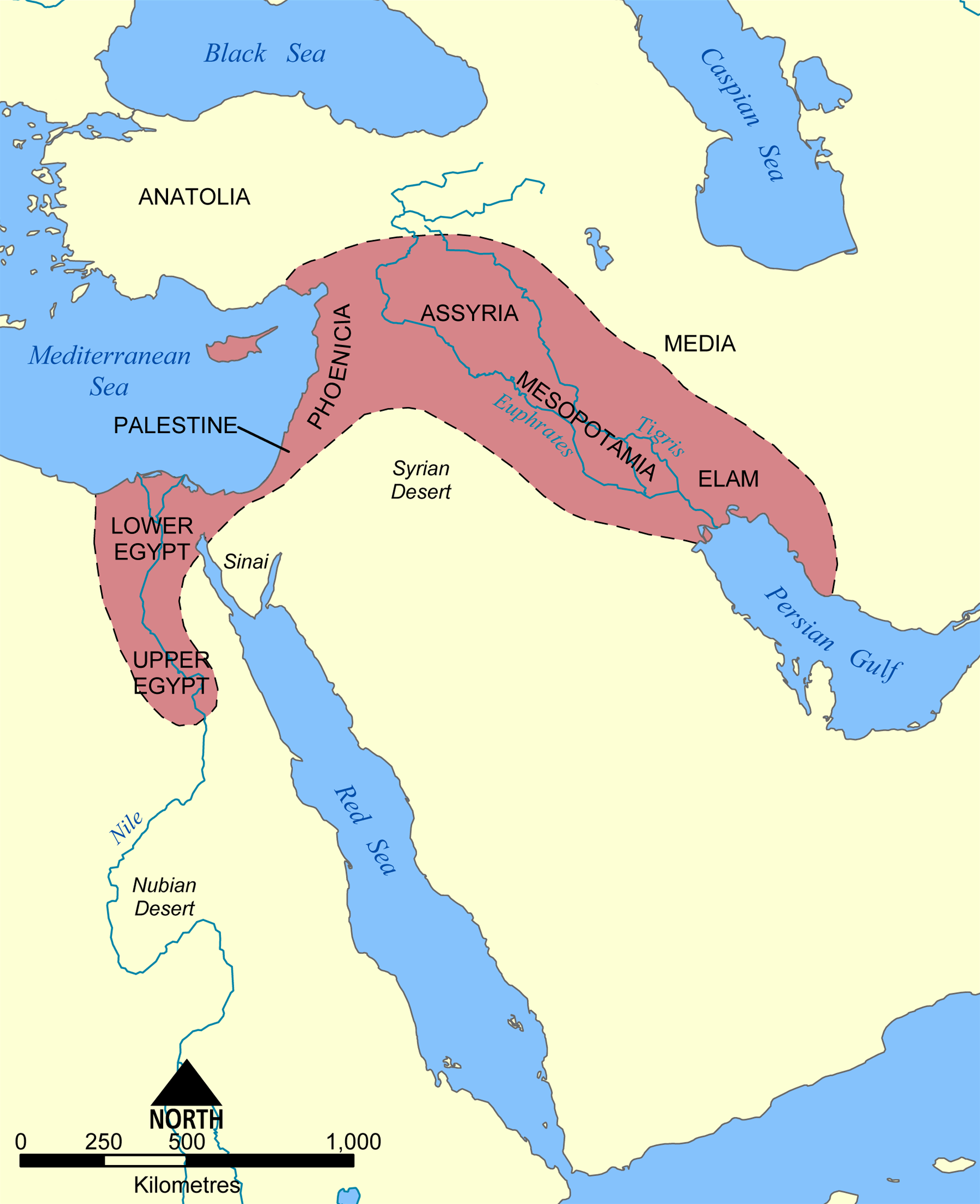
新月沃土範圍

新月沃土，新月沃地或肥沃月彎（英語：Fertile Crescent, 阿拉伯语: الهلال الخصيب），是指西亞、北非地區兩河流域及附近一連串肥沃的土地，包括黎凡特、美索不達米亞和古埃及，位于今日的以色列、西岸、黎巴嫩、约旦部分地区、敘利亞，以及伊拉克和土耳其的東南部、埃及東北部。由於分布地帶在地圖上就像一彎新月，因此美國芝加哥大學的考古學家詹姆士·布雷斯特德（James Henry Breasted）把這一大片肥美的土地稱為「肥沃月灣」。
新月沃土上的三條主要河流約旦河、幼發拉底河和底格里斯河的流域合共約40至50萬平方公里，現時有人口4至5千萬。這片土地西起地中海东岸，並包含敘利亞沙漠、阿拉伯半岛（Jazirah）及美索不達米亞平原，東至波斯灣。
约旦和幼发拉底河上游周围的西部区域是11000年前首个所知的农业定居点；最早所知的定居点在Iraq ed-Dubb（约旦）和Tell Aswad（叙利亚），不久之后是耶利哥。
在新月沃土東部形成兩河流域最早的城市、国家並产生文字。而新月沃土上的蘇美爾城邦约在公元前4000年建立。青铜冶炼和轮子等重要发明也诞生于此。
早期因灌溉工程的影響下使其更加肥沃，人民依靠該地區上出產的糧食爲生。公元前7000年这里已有粮食生产。
然而過去的灌溉工程被後來的城市建設所荒廢，兩千年來新月沃土反復地經歷著衰退和恢復的過程。另一個問題是灌溉農田在鹽水的持續滲入下不斷鹽化。
雖然河流對於新月沃土文明的興起起到了關鍵的作用，但是也有其他的因素促成了這片區域的富饒。新月沃土上生活著五种主要家畜的四种——牛、山羊、綿羊和豬，而另一種重要家畜——馬，也生活在不遠的地區。古代新月沃土地區的氣候也促成了許多一年生植物的進化，它們可食用種子的產量要多於多年生植物。這些植物的多樣性也使得這裡的早期人類可以嘗試培育試驗。
一直以來，河水都是這片地區政治衝突的潛在誘因。約旦河構成了以色列、約旦和巴勒斯坦的邊界。幼發拉底河被土耳其和敍利亞分別控制著的四分之一，伊拉克控制著其他下游及其支流。

## 外部連結
- 香港鳴遠中學教材：新月沃土的名稱由來 （页面存档备份，存于）